# Butigeidis
Butigeidis, död 1291, var en litauisk regent. Han var regerande storfurste av Litauen 1285–1291.